# Walter Lehmann (Turner)
Walter Lehmann (* 13. Januar 1919 in Hütten, Kanton Zürich; † 23. September 2017 in Richterswil) war ein Schweizer Turner.

## Karriere
Walter Lehmann nahm an den Olympischen Spielen 1948 in London teil. Er startete an allen Geräten und konnte im Einzelmehrkampf sowie im Reckwettkampf Silber gewinnen. Auch mit dem Schweizer Team gewann er im Mannschaftsmehrkampf die Silbermedaille. Durch seine Leistungen wurde er zum Fahnenträger der Schweizer Mannschaft bei der Abschlussfeier bestimmt. Vier Jahre später in Helsinki trug er bei der Eröffnungsfeier die Fahne, obwohl er nicht an den Spielen teilnahm.
Bei den Weltmeisterschaften 1950 war Lehmann noch erfolgreich. Dort gewann er eine Goldmedaille an den Ringen sowie im Einzel- und Mannschaftsmehrkampf. Hinzu kamen drei Bronzemedaillen am Sprung, am Reck und am Pauschenpferd.
Auf nationaler Ebene gewann Lehmann 1942 und 1945 die Eidgenössischen Kunstturnertage, 1947 das Eidgenössische Turnfest und 1951 in Zürich die Schweizer Meisterschaft. Zudem siegte er sechsmal bei den Zürcher Kunstturnertagen (1943, 1944, 1945, 1947, 1948 und 1950).
1954 beendete Lehmann seine aktive Laufbahn im Alter von 35 Jahren. Ein Jahr später heiratete er; 1957 schenkte ihm seine Frau Heidi die Tochter Susi.
Nach seiner aktiven Karriere war Walter Lehmann im Eidgenössischen Kunstturnerverband (EKV) jahrelang für die Durchführung der Schweizer Meisterschaften verantwortlich. Zudem wurde er Kampfrichter und von der Fédération Internationale de Gymnastique mehrmals zum Oberkampfrichter und 1972 zum weltbesten Kampfrichter ernannt. 1984 ging er in den Ruhestand und legte alle seine Ämter nieder.